# 爆炸新聞
《驚爆直播》是一部2021年印地语驚悚片，由拉姆·马德瓦尼编剧和執導。這部電影翻拍自2013年的韓國電影《恐怖直播》，由卡提克·亞利安主演，飾演一位記者，在獨家採訪完一位炸毀Moasfak的恐怖分子後，接到了一個威脅。
這個改編案最初是由Azure Entertainment的蘇尼爾·卡特帕與原版電影的製片提出的。在卡特帕放棄這個項目後，斯克魯瓦拉取得了改編版權，並由麥德拉瓦尼執導這個項目。官方在2020年11月宣布了這個消息，並於2020年12月在孟买開始製作，10天內就完成了拍攝。後期製作工作同時開始，並在四個月內完成，但視覺特效和圖形處理因為新冠肺炎第二波疫情而中斷，直到2021年9月才恢復。攝影由馬努·阿南德負責，剪輯則由莫妮莎·巴爾達瓦和Amit Karia負責。音樂和背景配樂由維夏爾·胡拉娜創作。
這部電影原本計劃在戲院上映，但製片人在2021年1月改變了主意，決定直接在串流服務Netflix上進行數位發行，並選在2021年11月19日上線。 電影上映後，也在第52屆印度國際電影節上放映。影評人對這部電影的評價褒貶不一，雖然讚揚了阿爾揚的演技和麥德拉瓦尼的導演手法，但也指出劇情和對白有些老套。

## 劇情
阿君·帕塔克曾經是一位知名的新聞主播，但因為他的行為而被降職。他被撤離黃金時段新聞節目，最近又剛離婚，現在他成了一個現時事務廣播節目的憤世嫉俗、厭倦的主持人。有一天在他的晨間節目中，阿君接到一通奇怪的電話，威脅要炸毀班德拉-沃爾里海上大橋，那是一座從阿君的錄音室大樓就能看到的主要橋樑。他原本以為這是一通惡作劇電話，但他震驚地看到來電者說到做到，引爆了炸藥，導致大橋倒塌，造成無辜民眾死傷，還有人受困。
阿君意識到這可能是他重返新聞主播生涯的千載難逢的機會，所以他沒有報警。相反地，他在廣播電台設立了一個臨時的電視演播室，並與他前老闆、著迷收視率的新聞製作人安琪塔·馬拉斯卡爾談判，想要重獲他的職位。他與恐怖分子達成了一項危險的交易，獨家即時播出他們的電話對話，讓全國觀眾收看。
隨著阿君、安琪塔、警方、其他廣播公司和政府都在利用恐怖主義達到自己的目的，新聞編輯室陷入一片混亂。唯一的例外是索米婭，阿君的前妻，一位自願到恐怖攻擊現場報導的記者。隨著直播節目的進行，阿君逐漸意識到他對局勢的掌控力有多麼微小。恐怖分子自稱是拉古比爾·馬塔，一位50多歲的建築工人，在修復大橋時，他的三名同事在一場毫無意義的工安意外中喪生，受害者家屬沒有獲得賠償，他要求部長傑德夫·帕提爾公開道歉。大橋上還有幾個人，恐怖分子揚言要進行第二次爆炸。他還只對阿君透露，他在主播的耳機裡放了一顆炸彈，如果帕提爾不道歉，炸彈就會在直播中爆炸在他耳朵裡。
帕提爾的副手蘇巴什·馬圖爾來了，但拒絕道歉。阿君意識到馬圖爾的耳機裡也有一顆炸彈，悄悄警告了他，但來電者透過閉路電視畫面觀察到了這一點，引爆了馬圖爾耳機裡的炸彈，當場殺死了他。這讓阿君非常害怕，但安琪塔命令他繼續直播。來電者威脅要在大橋上引爆更多炸藥，這也會殺死阿君的妻子索米婭。阿君要求他來演播室，部長會在那裡向他道歉。這激怒了安琪塔，她洩露了阿君收受賄賂、掩蓋工人在修復大橋時喪生新聞的信息，這導致他被降職。還有一個爆料是阿君靠竊取索米婭的報導贏得了"年度記者"獎，這導致了他們離婚。所有這一切都被另一家新聞台播出。安琪塔威脅阿君，如果他按照她的指示行事，就可以挽救他的事業。
反恐特警隊追蹤到來電者的位置在附近的一棟建築物，但那是一個陷阱，來電者引爆了那棟建築物，爆炸的衝擊波也導致錄音室幾乎被摧毀。阿君受了重傷，意識到來電者其實是拉古比爾的兒子阿南德，他想為父親和同事的死復仇，而且他一直就是從阿君的大樓裡打電話。阿君把他叫到錄音室，而一切仍在直播中。來電者抵達，透露他在大樓裡安置了炸藥。然後他被反恐特警隊狙擊，當場斃命。阿君發現大橋倒塌，許多人喪生，包括索米婭。當安琪塔得知阿君沒有報警，而是決定獨家報導這則新聞時，她洩露了這個信息。另一家新聞台播出了這則新聞，還加上了一個虛假的報導，說阿君積極參與了襲擊的策劃，把他描繪成了一個反國家分子。阿君萬念俱灰，給索米婭發了一條語音留言道歉，然後引爆了大樓裡的炸藥，導致大樓倒塌，他也身亡。

## 角色
- 卡提克·亞利安 飾演 阿君·帕塔克：一位記者、電台DJ，以及TRTV《信任24/7》的主持人。
- 姆魯納爾·塔庫爾 飾演 索米婭·梅赫拉·帕塔克：阿君的前妻。
- 安穆塔·蘇巴斯 飾演 安琪塔·馬拉斯卡爾：阿君的老闆。
- 維卡斯·庫馬爾 飾演 警官普拉文·卡馬斯。
- 維什瓦傑特·普拉丹 飾演 蘇巴什·馬圖爾：部長傑德夫·帕提爾的副手。
- 阿克拉維亞·湯默 飾演 阿西夫·阿拉姆：阿君的廣播節目製作人。
- 索罕·馬宗達 飾演 阿南德·馬塔 / 拉古比爾·馬塔（根據通話中的說法）
- 艾什瓦里亞·喬達里 飾演 瑪拉·辛格
- 馬亨德·辛格 飾演 比什特·庫馬爾：安琪塔的助手。
- Ritviq Joshi 飾演 勞納克·戈亞爾
- Dilip Vasu 飾演 傑伊·雷迪
- 阿西什·蘭格拉尼 飾演 阿西什·特里普里
- 德瓦尼·阿查里亞 飾演 凱特基·辛哈
- 阿努伊·格瓦拉 飾演 馬納斯·塞西：安琪塔的同事主播。
- 普里亞·坦東 飾演 克里帕·韋德
- Samriddhi 飾演 卡魯納·沙阿
- Tuhinanshu Chaturvedi 飾演 阿比曼尤·穆爾特

## 製作

### 開發過程
2018年5月，Lionsgate Films和Global Gate Entertainment與蘇尼爾·卡特帕的Azure Entertainment合作，宣布要翻拍韓國電影《恐怖直播》，並推出其他國際項目。然而，事態出現了轉折，卡特帕選擇退出該項目，後來由RSVP Movies的羅尼·斯克魯瓦拉接手，並由拉姆·麥德拉瓦尼執導。麥德拉瓦尼最初計劃將這部電影呈現為一部以女性為中心的電影，參考了他之前的作品:《妮嘉》和網絡劇《Aarya》。他最初在寫劇本時就考慮由塔丝·潘努主演，但無法為這部電影接洽她，後來也考慮了克莉蒂·山濃，但她沒有給出令人信服的理由就拒絕了這個提議。
然後，他放棄了這個想法，將敘事改為以男性為中心的項目，並將劇本敘述給卡提克·亞利安，他接受了片中的角色，因為這是他在出演過多部喜劇和浪漫角色後的第一個嚴肅角色。電影由阿里安擔任男主角，飾演一位名叫阿君·帕塔克的新聞記者，他與時間賽跑以拯救城市。最初有報導稱雅米·高塔姆將飾演阿君妻子的角色，但她因檔期衝突而退出了電影，後由姆魯納爾·塔庫爾取代。電影在阿里安30歲生日，即2020年11月22日正式宣布，同時還透露了電影的標題《Dhamaka》。

### 拍攝過程
主体拍摄於2020年12月14日在孟买開始。2020年12月24日，片方宣布在10天內完成了電影的拍攝。導演Madhvani設計了詳細的分鏡頭劇本，並確保團隊做好準備，以避免拍攝計劃延長。90%的拍攝是在孟买波瓦伊的萬麗酒店搭建的室內佈景中進行的，製作組預訂了整個酒店，製作組由300多人組成。遵守新冠肺炎安全協議，不允許外人進入酒店，整個劇組被要求在拍攝期間留在酒店，從而創造了一個類似於生物泡泡的環境。
原本，製作人計劃用多種技術在一個檔期內拍攝完這部電影，計劃在10天內杀青，而檔期包括45-50天。劇組使用了多台攝影機和多個音頻輸出——幾乎使用了21個麥克風來捕捉每一個細微差別。電影的B-roll（輔助鏡頭）與電影的第一段鏡頭同時拍攝。動作場面是在戶外拍攝的。在戶外拍攝的最後一天，在一片荒地的綠幕前搭建了一個帶直升機的屋頂場景。

### 後製過程
電影的後期製作在2020年12月31日，也就是拍攝結束後一週同時開始。製作人員在2021年3月開始為電影進行配音工作，並在4月完成，因為男主角卡提克·阿里安在孟買實施15天封鎖之前的那個月完成了他部分的配音。據透露，除了计算机图形、視覺和音效處理在封鎖後進行外，後期製作過程在四個月內完成。由於電影有大量的特殊效果工作，Madhvani與四家視覺特效工作室合作，推進視覺特效的工作。其中一個場景是班德拉-沃爾里海上大橋被炸毀，以及其他幾個建築物如何受到災難的影響，都是在各個工作室用視覺特效製作的。電影的音效設計師Manas Choudhury在2021年9月進行了電影的音效混合工作。其他工作如數碼中間片和调色也在同月同步進行，這樣團隊就可以在15天內準備好電影的最終版本。

## 原聲帶
電影的配樂和配樂由Vishal Khurana創作，他此前曾與Ram Madhvani合作過《妮嘉》（2016）和网络电视劇《Aarya》（2020）。電影只有一首名為《Khoya Paaya》的歌曲，由Amit Trivedi和Delraaz Bunshah演唱，Puneet Sharma作詞。這首歌的宣傳視頻由Ravi Varman拍攝，Bejoy Nambiar執導，於2021年10月31日發布，電影團隊出席了《Bigg Boss 15》的節目現場進行宣傳。2021年11月12日，Zee Music Company發行了完整專輯，其中還包括由Jasleen Royal演唱的這首歌曲的女聲版本，專輯總長度為6分鐘。
這首歌獲得了音樂評論家和聽眾的好評。Filmfare稱這首歌是"今年最好、最鼓舞人心的作品之一，為電影定下了基調"。《Mid-day》的一位評論員稱這首歌"悅耳動聽"。《印度斯坦时报》表示，"遺憾、無助和焦慮的主題與歌詞相呼應，因此對電影的故事情節至關重要。它的長度恰到好處，傳達了深沉的悲傷和懺悔主題。這首歌可以在你的播放列表中反覆播放。"

2021年11月15日，製作人發布了歌曲《Kasoor》的電影版本，原版由創作歌手Prateek Kuhad在華納音樂印度公司授權下演唱、作詞和演唱，電影中由卡提克和姆魯納爾演繹。這首歌早在2020年7月，在新冠肺炎封鎖期間作為獨立單曲發行。
| 曲目     | 曲目                          | 曲目          | 曲目           | 曲目                          | 曲目 |
| 曲序     | 曲目                          |               | 作曲           | Singer(s)                     | 时长 |
| -------- | ----------------------------- | ------------- | -------------- | ----------------------------- | ---- |
| 1.       | Khoya Paaya                   | Puneet Sharma | Vishal Khurana | Amit Trivedi, Delraaz Bunshah | 4:00 |
| 2.       | Khoya Paaya（Female Version） | Puneet Sharma | Vishal Khurana | Jasleen Royal                 | 2:19 |
| 3.       | Kasoor                        | Prateek Kuhad | Prateek Kuhad  | Prateek Kuhad                 | 3:17 |
| 总时长： | 总时长：                      | 总时长：      | 总时长：       | 总时长：                      | 9:36 |

## 發行
《爆炸新聞》最初計劃在影院上映。電影的男主角阿里安在2020年12月與製片人達成的協議中增加了一項條款，規定他的電影必須先在影院上映，然後才能在串流媒體上推出。然而，在2021年1月，儘管有這項條款，製片人還是選擇通過串流平台Netflix直接發行電影。Netflix India於2021年3月2日發布了該片的首支預告片，確認了數位發行。這部電影被視為Netflix計劃通過其平台獨家發行的41部印度內容之一，也恰好是Aaryan在數位串流平台上的首次亮相。版權以8.5億至1.35億盧比（1200萬至1900萬美元）的價格出售給了Netflix，這是迄今為止印地语電影的最高價格，超過了《Laxmii》（以1.1億盧比出售給Disney+ Hotstar）。
電影原定於2020年12月30日上映，但後期製作延遲促使製片方將上映日期推遲到9月。2021年7月，製片方宣布電影將於2021年10月在納瓦拉特里和十胜节日期間上映，但後來透露電影將在排燈節（2021年11月5日）上映。Netflix於2021年9月25日在Tudum電影節上發布了一個特別預告片。
據說，在政府允許马哈拉施特拉邦的影院從2021年10月22日起重新開放後，電影的上映日期提前到2021年10月下旬。然而，製片方宣布電影將於2021年11月19日上映。Netflix進一步計劃在11月20日至28日舉行的第52屆印度國際影展上進行特別放映，還有該平台的另一部電影，珍·康萍執導的《犬山記》（2021年）。在上映前，11月17日在孟买舉行了一場特別放映會。

## 迴響
在评论汇总网站爛番茄上，根據 10 位影評人的評論，這部電影的認可度為 40%，評分為 8.2/10。來自《印度快報》的 Shubhra Gupta 給了這部電影 1 星（滿分 5 星），並寫道:"即使是現實生活中最糟糕的電視頻道，其尖叫的嘉賓和有毒的辯論，也比這部虛構的 Bharosa 24/7 中發生的事情更具戲劇性。銀幕上發生的一切都感覺是人為設計和不可能的。整部電影感覺像一個佈景。每個人都感覺像是在這部 Netflix 驚悚片中表演固定的片段。" 為同一家出版物撰稿的 Rohan Naahar 表示:"這部電影同樣憤怒於剝削普通人的腐敗政客和助長他們的貪婪新聞媒體，捕捉了國家的情緒。作為一部民粹主義的娛樂作品，它不負其引人注目的標題。然而，點擊誘餌和轉換的執行很巧妙。"
來自新德里电视台的 Saibal Chatterjee 給這部電影打了 2.5 星（滿分 5 星），並表示這部電影"確實在過程中出現了一些緊張時刻和一些驚喜，但儘管存在風險，總體而言是一部相當平淡的作品"。《印度时报》的 Renuka Vyavahare 給這部電影打了 3 星（滿分 5 星），並表示這部電影"可能不夠爆炸，無法改變敘事"，"但卻是一部引人入勝的人質驚悚片"。在 Film Companion 網站上，Anupama Chopra 表示:"Dhamaka 不是一部糟糕的電影，但與 Ram Madhvani 之前的作品——Neerja 和 Aarya 系列不相上下"。她進一步將這部電影稱為一部可以接受的驚悚片，但批評了其場景和劇本。Scroll.in 的 Nandini Ramnath 說:"這部 104 分鐘的電影充滿了緊張的能量、令人信服的視覺效果和演員們稱職的表演。"她進一步稱讚了阿里安的表演，說他"被巧妙地選為扮演那個自命不凡、厭倦的記者，被迫找到他不知道自己還有的勇氣。儘管在關鍵場景中表現過火，阿里安還是充分利用了這個基本上不討人喜歡的角色。"
第一邮报的 Devansh Sharma 給這部電影打了 3.5 星（滿分 5 星），並寫道:"導演 Ram Madhvani 巧妙地將他自然拍攝方式產生的未經排練的張力與紙面上有前途的前提相結合，創造出一部緊湊的驚悚片。"Bollywood Hungama給出 3 星（滿分 5 星），稱其為"懸疑刺激的驚悚片，以出色的表演（尤其是阿里安）為特色"，但批評了下半部分。The Quint 網站的 Stutee Ghosh 給了這部電影 3 星（滿分 5 星）的正面評價，並表示:"緊湊的時長和卡提克·阿里安的表演使這部電影值得一看。Ram Madhvani 知道何時以及如何提升緊張感，給我們恰到好處的信息，讓我們知道發生了什麼，並渴望了解更多。"《印度教徒報》的 Anuj Kumar 寫道:"當人們清楚地聽到社會內爆的聲音時，令人不安的想法在 Ram Madhvani 令人信服的驚悚片中游走，其中穿插了對媒體道德的評論"。
基於Syfy的影評人 Sonia Chopra 寫道:"Dhamaka 探討了階級不平等如何不斷被掩蓋和正常化，必然會以這樣或那樣的方式爆發。" Rediff.com 的 Sukanya Verma 給出了 2.5 星，並表示:"Dhamaka 並不總是按下正確的按鈕，卡提克·阿里安對於一個需要巨大能力和不間斷關注的角色來說是一個微不足道的選擇"。《新印度快報》的 Shilajit Mitra 寫道:"Dhamaka 玩弄了新聞製作充滿戲劇性的想法。但作為一部小說作品，這部電影本可以通過避免它試圖唾棄的操縱來更好地闡述這一點。但它從未做到。"《每日新闻与分析》的編輯 Mugdha Kapoor Safaya 寫道:"儘管電影中的劇本和對白在某些地方有所欠缺，但 Ram Madhvani 在一個新聞編輯室的有限空間內捕捉突發新聞場景中每一個高漲的情緒的導演手法，通過多機位拍攝，再次展現了 Madhvani 作品的奇蹟"。
Film Companion 的 Anupama Chopra 寫道:"最終，這個場景太離奇，劇本也太普通。"

## 註解
1. ↑  According to the sources Pinkvilla and Filmfare, the digital rights of the film were estimated to be ₹85 crore,[51][52]but in April 2021, the deal was reported to be around ₹135 crore.[53][54]

## 外部連結
- 互联网电影数据库（IMDb）上《爆炸新聞》的资料（英文）
- 在Netflix上觀看《爆炸新聞》
- 《爆炸新聞》的Bollywood Hungama頁面